# Eberstein
Eberstein (szlovénül: Svinec) osztrák mezőváros Karintia Sankt Veit an der Glan-i járásában. 2016 januárjában 1319 lakosa volt.

## Elhelyezkedése

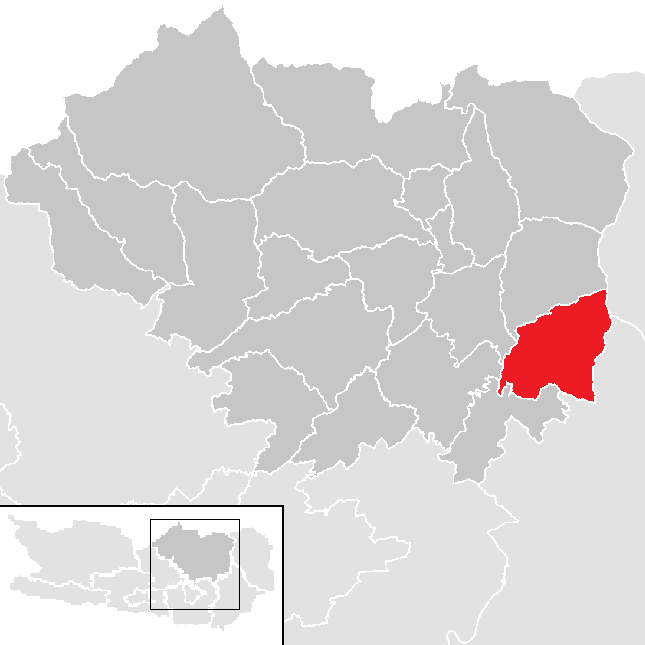
Eberstein a Sankt Veit-i járásban

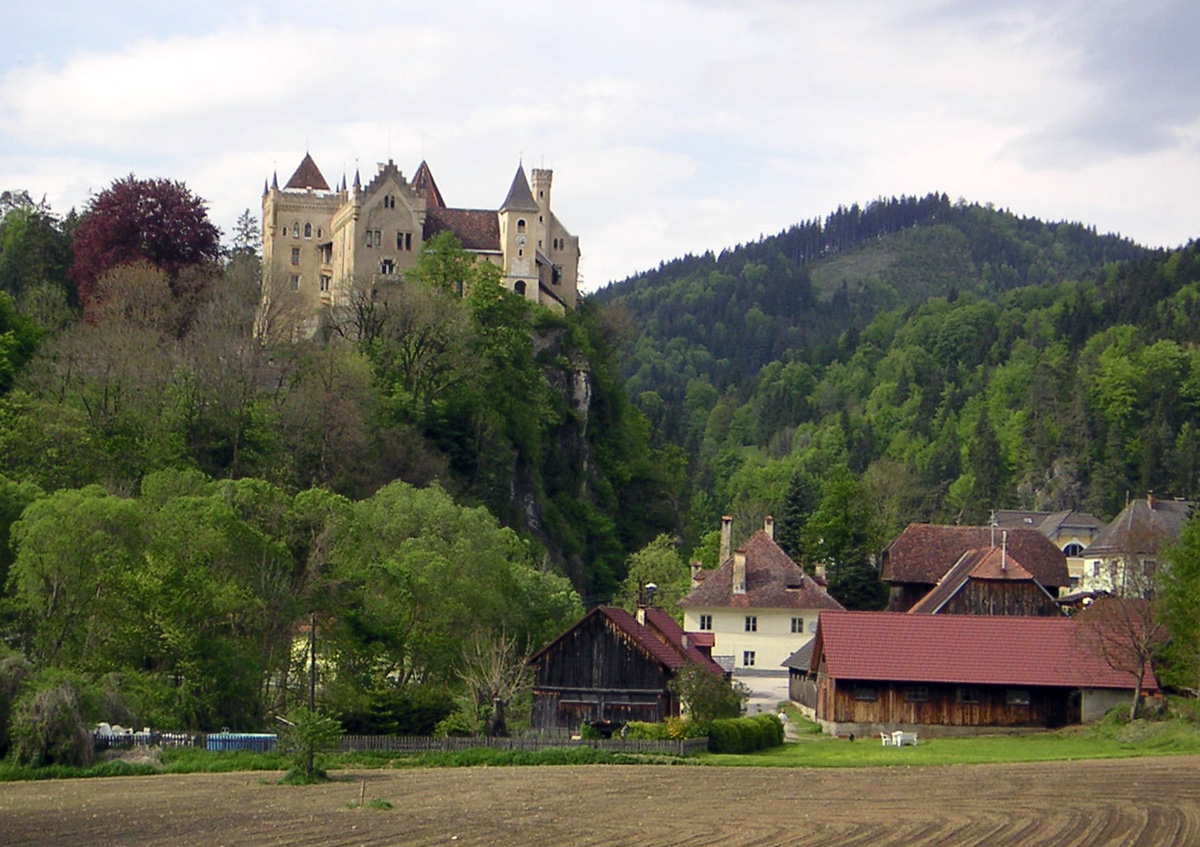
Eberstein vára

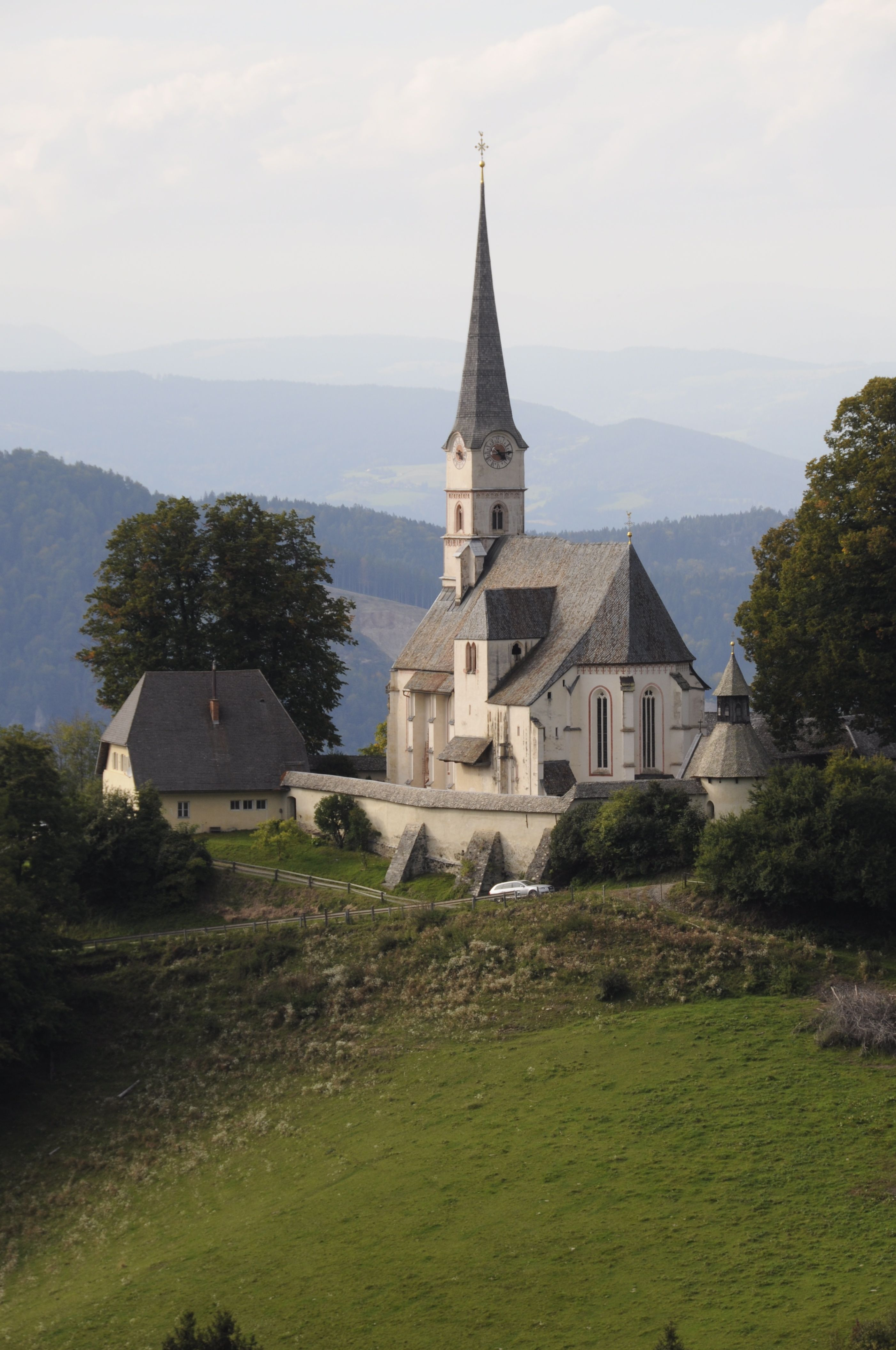
A Miasszonyunk-erődtemplom

Eberstein Karintia keleti részén fekszik, a Görtschitz folyó mentén, a Saualpe hegység lábánál. Területén 10 kisebb-nagyobb falu és településrész található: Baumgarten (5 lakos), Eberstein (746), Gutschen (47), Hochfeistritz (81), Kaltenberg (47), Kulm (7), Mirnig (30), Rüggen (0), St. Oswald (109), St. Walburgen (268).
A környező települések: délnyugatra Brückl, nyugatra Sankt Georgen am Längsee és Kappel am Krappfeld, északra Klein Sankt Paul, keletre Wolfsberg, délkeletre Griffen és Diex.

## Története
Eberstein területe már a római időkben is lakott volt, erről tanúskodnak a vár falába épített 2. századból származó sírkövek is. A Görtschit völgyében talált mérföldkövek alapján arra következtetnek, hogy itt egy út húzódott, ahonnan a noricumi vasat szállították Itáliába. 
Eberstein vára a 11. században épült és a falu ennek védelmében és ellátására települt. A mai várat – eredetileg csak alsóvár volt – először a 12. században említik. Tulajdonosa legalább 1152 óta az Eberstein család, Görz és Tirol grófjának vazallusa volt. A család 1457-ben kihalt, a birtok pedig Moritz Welzerre szállt. A Welzer család a 16. században protestáns hitre tért, ezért az ellenreformáció során kénytelenek voltak Németországba települni, így Eberstein 1630-ban a Christalnigg grófok kezére került. 
A települést 1474-ben már vásárjoggal bíró mezővárosként említik. A középkor végén fejlődésnek indult a vasipar, amelyet Hüttenberg és Lölling ércbányáiból láttak el. A vasfeldolgozás egészen a 19. század végéig látta el munkával az ebersteinieket. 
Az önkormányzat 1850-ben alakult meg. 1871-ben hozzácsatolták Hochfeistritzet, 1887-ben pedig St. Walburgent. 1956-ban megerősítették mezővárosi státuszát. 

## Lakosság
Az ebersteini önkormányzat területén 2016 januárjában 1319 fő élt, ami jelentős visszaesést jelent a 2001-es 1505 lakoshoz képest. Akkor a helybeliek 96,9%-a volt osztrák állampolgár. 88%-uk katolikusnak, 2% evangélikusnak, 6,6% pedig felekezeten kívülinek vallotta magát. 

## Látnivalók
- az ebersteini Jézus szíve templom

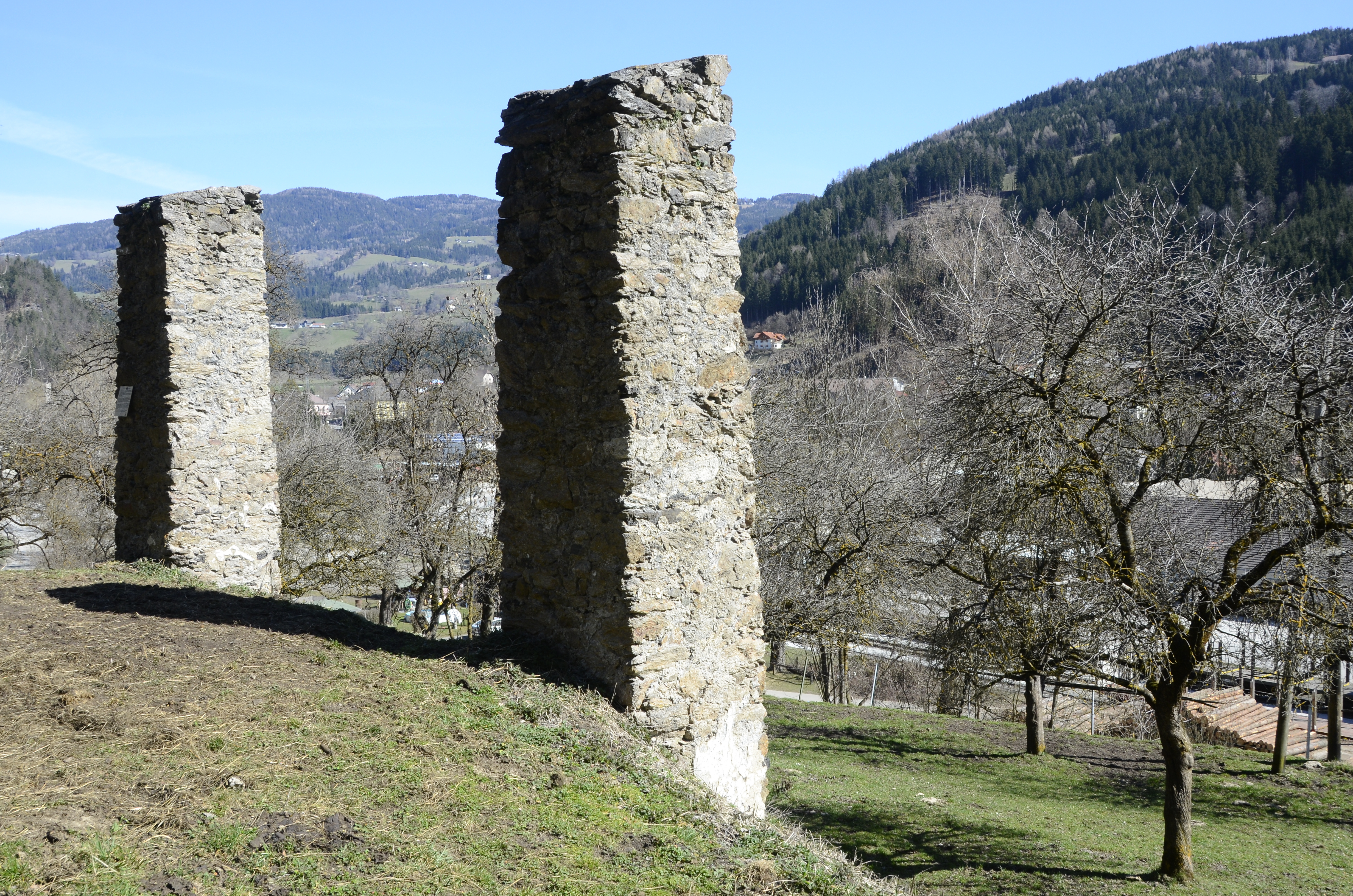
A vesztőhely oszlopai

- a hochfeistritzi késő gótikus Miasszonyunk-erődtemplom
- a St. Oswald-i Szent Oszvald-templom
- a Szent Walburgen (Walburga)-templom és csontkamrája
- Eberstein vára
- a gillitzsteini céhház romjai
- régi vaskohó Ebersteinben
- Gutschen mellett a valamikori vesztőhelyen megmaradt a bitó két kőoszlopa. 1747-ben itt végezték ki Philipp Lacknert marhatolvajlásért. 1826-ban Barbara Schöffmann került a bíróság elé gyerekgyilkosság miatt, de az ítélet végrehajtására nincs bizonyíték.

## Fordítás
- Ez a szócikk részben vagy egészben  az   Eberstein (Kärnten) című német Wikipédia-szócikk ezen változatának fordításán alapul.  Az eredeti cikk szerkesztőit annak laptörténete sorolja fel. Ez a jelzés csupán a megfogalmazás eredetét és a szerzői jogokat jelzi, nem szolgál a cikkben szereplő információk forrásmegjelöléseként.